# Antonow An-325
Die Antonow An-325 war eine geplante vergrößerte und verbesserte Version der Antonow An-225, die allerdings nie gebaut wurde.

## Projekt
Dieses Flugzeug sollte über zwei zusätzliche Triebwerke verfügen, die in einer der US-amerikanischen Boeing B-47 vergleichbaren Weise an den jeweils inneren Triebwerksaufhängungen angebracht werden sollten. Es wäre so ein achtstrahliges Flugzeug mit sechs Triebwerksgondeln entstanden. Das Flugzeug, das nie über das Planungsstadium hinauskam, war als Startplattform für russische und ausländische Weltraumfahrzeuge vorgesehen. Die Raketen sollten damit auf dem Rücken in große Höhen gebracht werden und vom Flugzeug aus in eine Erdumlaufbahn starten. Es wäre das mit Abstand größte und leistungsfähigste Flugzeug der Welt geworden.